# Ujgurové
Ujgurové nebo Ujguři (ujgursky ئۇيغۇر → Ýuyghur, turecky: plurál → Uygurlar, čínsky 維吾爾 pchin-jinem Wej-wu'er) jsou turkické etnikum střední Asie. Většina Ujgurů žije v čínské provincii Sin-ťiang. Jejich jazykem je ujgurština, a jejich počet bývá udáván na 9 milionů , podle odhadů však může být jejich počet až několikrát vyšší. Kromě toho žije menší komunita kolem 5 000 lidí v provincii Chu-nan, v okrese Tchao-jüan, který je částí prefektury-městské úrovně Čchang-te. Ve 14. století za vlády dynastie Ming sem totiž byla vyslána armáda Ujgurů k potlačení miaoské rebelie. Ujgurové v převážném počtu vyznávají islám a jsou tradiční sunnité a súfijci.

## Krátká historie

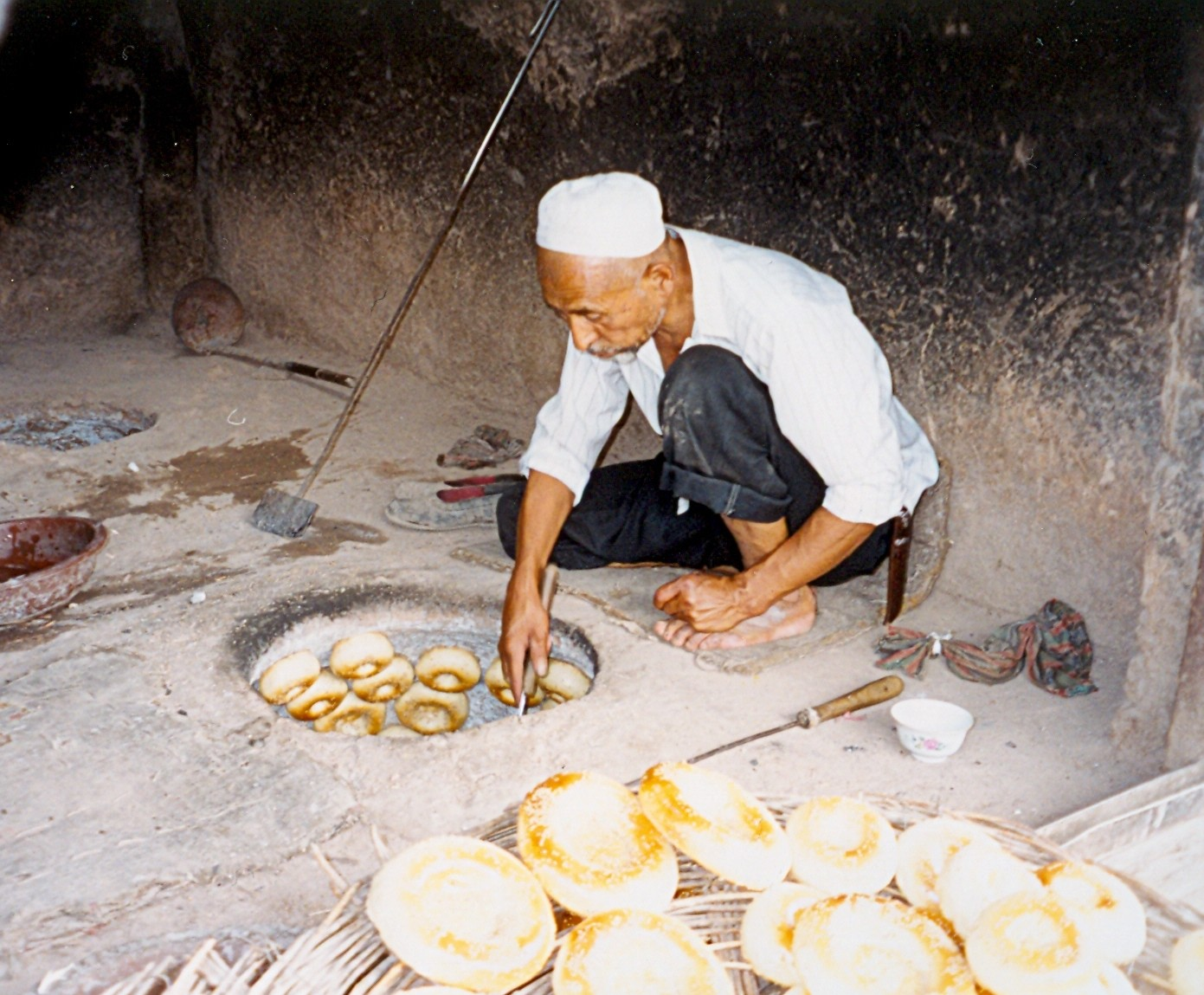
Ujgur peče naan

Ujgurové pocházejí z hor Altaje a stepí Mongolska. Nesprávně bývali ztotožňováni s Ugry a přičítáni k finskému plemeni. Předkové Ujgurů – kočovné kmeny z Východního Turkestánu – zaujímali kdysi velmi důležité místo mezi asijskými národy. Po roce 210 př. n. l. sehráli důležitou roli v Siung-nuské říši (220 př. n. l. – 386 n. l.), v čínském státě Severní Wej (Tabgačové) (Toba Wej, 386–554) a Turkuckých říších (552–744). Předkové Ujgurů patřili k turkickému nomádskému národu Kao-ke  který se mísil s etnikem Tocharů z Tarimské pánve, kteří byli indoevropského původu. Ve středověku se dělili na dvě větve: jedna kočovala v oblasti Bajkalského jezera, druhá ve Východním Turkestánu. Nedávné objevy poukazují na překvapující podobnosti On-ogurů s Ujgury, jejichž území je historicky nazýváno „Džungaria“. Již v 1. polovině 9. století patřila jejich země rozlohou k největším ve střední Asii. Přestože materiální kultura Ujgurů má kořeny kočovných kmenů, začala se ve středoasijských stepích prosazovat i jejich stabilně usedlá společnost. Paradoxně se hlásí i k odkazu Turkutů či Modrých Turků, Ujgurové se považují za jejich potomky. O pozdějších dějinách Ujgurů je málo známo, jejich kultura měla značný vliv na kulturu Mongolů, kteří od nich přijali abecedu (syrského původu). Ujgurové byli částečně buddhisté a manichejci, částečně nestoriáni a zprvu největší nepřátelé islámu, jenž však přece nakonec zvítězil.

### Etymologie a původ
Proces formování ujgurské etnické skupiny byl složitý a zdlouhavý. Etymologický název „Ujgur“ se skládá ze slovního kořene „uj“ a přípony „gur“, například: Sal+gur → Salgur , atd.). Lze najít souvislost se slovním kořenem „ud“, což v tehdejším starotureckém jazyce znamená: pronásledování.
 Forma slovního kořene „ud“ je pravým opakem slova „oj“ (útočící kmen → baskı yapmak ojmak) + „gur“. Tato je používána se silnou pravděpodobností v odvozeném tvaru „uj“ (příbuzný spojenec → akraba müttefik) + „gur“. „Gur“ lze chápat také jako „gar“, mongolsky psáno „гар“ (píší azbukou), v latinském přepisu „gar“, což je „ruka“. „Gar“, tedy jako „ruky“, byly označovány jednotlivé armády Mongolů (srovnej: „Ungar“, „Bulgar“).
Federální název „on-müttefik“, který se objevuje v historickém procesu, se chápe jako „deset příbuzných spojeneckých kmenů“ → „deset ujgurů“ což odpovídá historickým skutečnostem.

## Historický vývoj

### Pre-imperiální období (300 př. n. l.–630 n. l.)

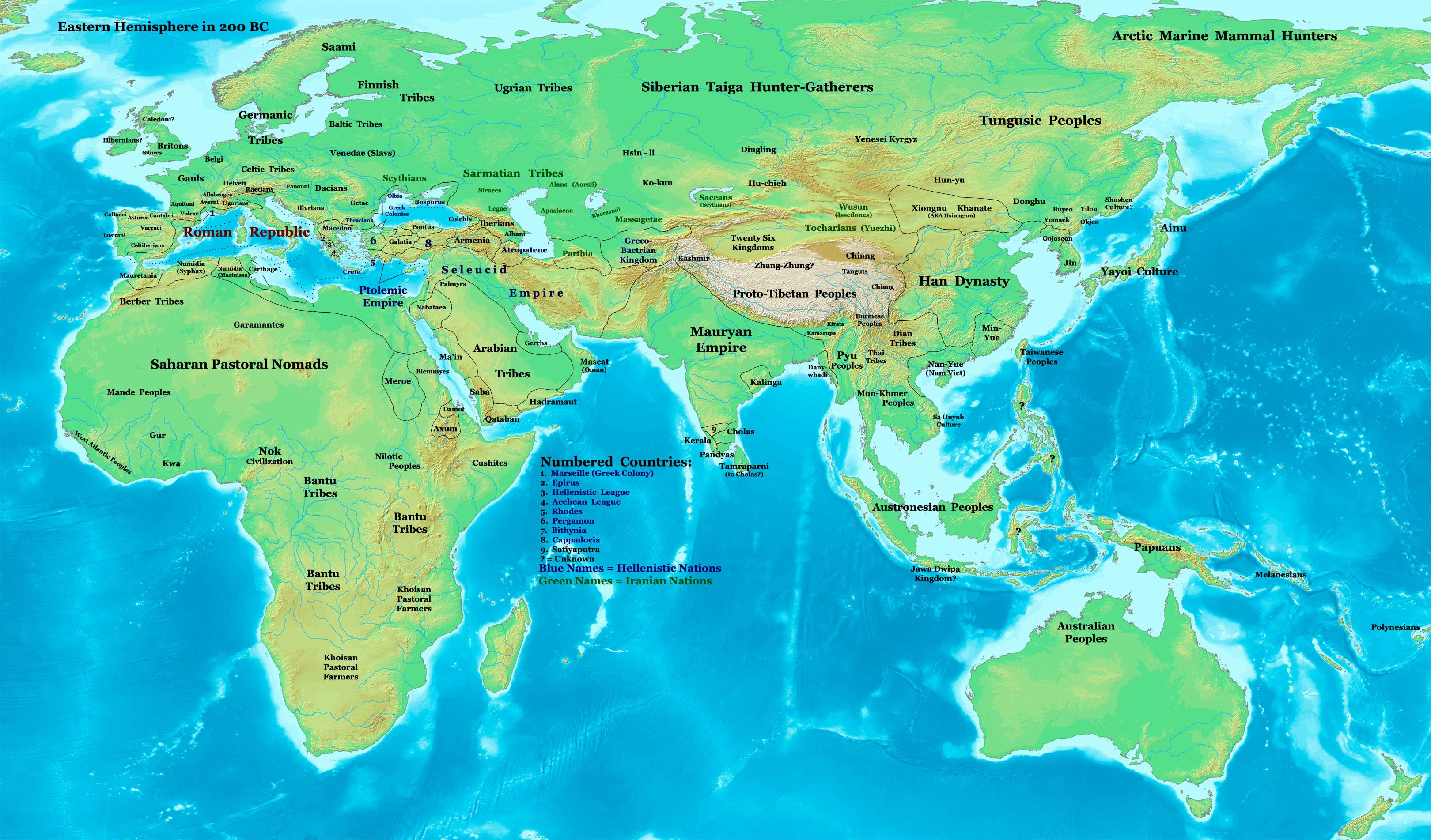
Mapa znázorňující pozici Chu-čiehů
a Siung-nuské říše v roce 200 př. n. l.

Indoevropští Tocharové se v oblasti Tarimské pánve udrželi až do 7. století, kdy byli asimilováni turkickými Ujgury prchajícími po pádu Ujgurského kaganátu a dali tak vznik modernímu ujgurskému etniku.
Po celé první tisíciletí se ve Střední Asii vytvářely různé turkické státy, které musely několikrát čelit nebezpečí ze strany Číny nebo i Tibetu při jejich snaze o rozšíření území svého státu na úkor jiných.

#### Hunská (Siung-nuská) kočovná říše
Ogurský a oguzský jazyk se někdy v 3. století př. n. l. vyvinuly z prototurkičtiny, se kterou se začaly foneticky rozcházet. Odlišností byly změny diftongu a konsonant na začátku slovního prefixu „ogurského“ dž, d, g na „oguzské“ j, i a v slovním flexivním sufixu r na z.
Ve 2. století př. n. l. předkové Ogur'ů/Oguz'ů nesou jméno Chu-čieh. Severně od Chu-čiehů se usadili Ting-lingové, které ruský archeolog Ošanin nazval „legendární blonďatou rasou Střední Asie“. Dále na sever se usídlila další starověká rasa „s rudými vlasy a zelenýma očima barbarů“, známá jako Čchien-kchun (Hja-g'ja-sz, Hagas → Chakasové), které učenci identifikovali jako „Jenisejské Kyrgyze“. Jenisejští Kyrgyzové se stali největšími nepřáteli Chu-čiehů v časech jejich nadvlády nad dnešním Mongolskem.
Asijští Hunové čili Siung-nuové podle čínských pramenů, mluvící ogurským jazykem, se postupně začali mísit s Chu-čiehy v manželských svazcích, což mělo za následek vyčlenení dalšího ogurského kmene: předků Ujgurů.

#### Severní Vej (Tabgačové)
Písemné prameny z období dynastie Severní Wej (Tabgačové) (386 – 535) se zmiňují o tom, že předkové Ujgurů patřili k větvi, která je v čínských dynastických kronikách nazývána Kao-ke (Tieleové) pocházející z Ting-lingů. :

| „             | Předkové Tchie-lejů, s velkými kmeny, patřili k těmto Siung-nuským (Hunským) potomkům. Obsadili řadu údolí v obrovské západní oblasti a byli roztroušeni až po Západní moře (Černé moře). | “ |
| — Suej-šu, 84 | |   |

Tieleské kmenové území bylo předtím obsazené Ting-lingy, což byl starověký sibiřský lid. Tieleové své předchůdce částečně absorbovali. Tieleové měli dvanáct klanů, které nebyly všechny Oguzské. Tieleští Fuluové  shromáždili dostatek síly k vytvoření vlastního státu, Fu-č'-luoské říše (481–520), v Džungárii. Nicméně v této oblasti nacházíme i další starověký lid, jakým byli Onoguři úzce související s Ujgury, kteří tvořili součást pozdní konfederace Siung-nuů (Asijští Hunové).
V proslulé čínské kronice Suej-šu jsou Fuluové často uváděni jako – předkové Ujgurů.

| „             | V oblasti severně od řeky Duluo (řeka Tuul → Túl gol) přebývají Pu-ku (Bul-gar), Tchung-luo (Ton-gra), Wej-che (Orchon Uj-gur), Pa-jie-ku (Bajir-gur), Fufu-luo (Fu-luo), známé pod souhrnným označením Si-ťin - Irkin. I další kmeny, jako Meng-čchen, Tchu-žuche, A-si-ťie (Izgil) , Chun-ju (Hun-ju), Chu nebo Sue (Hu-sue) a tak dále, také přebývají v této oblasti. Mají silnou, neporazitelnou armádu o 20.000 mužích. Jména těchto kmenů se liší, ale všechny mohou být klasifikovány jako Tchie-lejové. Jejich hlavní charakteristikou je, za prvé: jsou posedlí velkou zuřivostí a přesto prokazují toleranci, za druhé: jsou dobří jezdci a lučištníci, a za třetí: bez omezení prokazují chamtivost, protože se často živí rabováním. Zvyklosti Tchie-lejů a Tchu-ťueů (Turkutů) se příliš neliší. Nicméně po svatbě Tchie-lejští muži žijí v domě své manželky a nevrací se do svého domu až do narození dítěte. Kromě toho i Tchie-lejové pohřbívají své mrtvé do země. | “ |
| — Suej-šu, 84 | |   |

#### Turkutské říše (Turkuti)
Turkutské kaganáty byly založené starověkou vládnoucí dynastií turkuckých Ašınovců, s pomocí turkických skupin, které je obklopovaly, organizovaných do svazku kmenů „Ogurů“ a „Oguzů“. V roce 600 se čínští Suejové (581–618) spojili s Erkin Tegin-bejem, z Chuej-chuů, proti jejich společnému nepříteli Východoturkucké říši. V roce 603 byla aliance rozpuštěna v důsledku porážky Karačürüna (Türk Bogiu nebo Tardu byl synem Istemi-jabguem).

##### Orchonští Ujgurové
V roce 605 („období bezvládí Turkutů“) byla založena říše Wej-cheů (Orchon Uj-gur), s nezávislostí na Turkutech, formálně deklarovanou Šigan-Syginem. Ale již v roce 681 byl jejich vůdce Toghuč znovu podroben Turkuty, a Orchonští Ujguři vstoupili znovu do jednotné říše.
Islámské zdroje se zmiňují o Ujgurech jako o „devíti oguzech“. Zmatky v označení lze eliminovat přesnou definicí Ujgurského pokolení a turkutských „devíti oguzů“ následovně:
- Předkové Ujgurů

V období čínské dynastie Severní Wej (Tchuo-pa Wej) bylo předkům Ujgurů dáno jméno Chuej-chu .
- Předkové Tokuz Oguzů

O kmenovém svazu z názvem Ťiou-sing  s významem devět kmenů → 9 Oguzů se zmiňují čínské prameny z období vlády čínštích Tchangů (618–907). Tito Ťiou-singové mluvili jazykem oguzské větvě. Číňané je uvádějí v následovném pořadí: Jaoluo-ke (Jagla-gur), Chutuo-ke (Kuto-gur), Tchuluo-wu (Tura-gur), Mokesi-čchi (Bakasy-kyr), Awu-ti (Adi-ža), Ke-sa (Cha-sar), Chuwa-su (Kugor-su), Jaowu-ke (Jagmur-kar), Sija-wu (Sar-gur).
V tomto období se Chuej-chuové a Ťiou-singové spojili do aliance souhrnně nazývané on-müttefik → deset příbuzných spojeneckých kmenů čili Ujgurové.

### Imperiální období (630–840)
V roce 742 ustavili Ujguři svůj první stát s hlavním městem Kara Balgasun (Ordu Balık), který se rozkládal na území od Bajkalu přes Mongolsko až k hranicím s Indií. Po roce 755 byli dokonce Ujgurové požádání, aby poslali svá vojska k ochraně Číny, ta jim na oplátku slíbila 200 000 rolí hedvábí ročně. V této době došlo také ke třem sňatkům mezi čínskými princeznami a ujgurskými kagany. Díky intrikám ale přišla královská rodina o svou moc a vše bylo završeno roku 839, kdy v průběhu nebývale kruté zimy přišli Ujgurové o většinu svého dobytka, na kterém byli ekonomicky i životně závislí.

#### Ujgurský kaganát

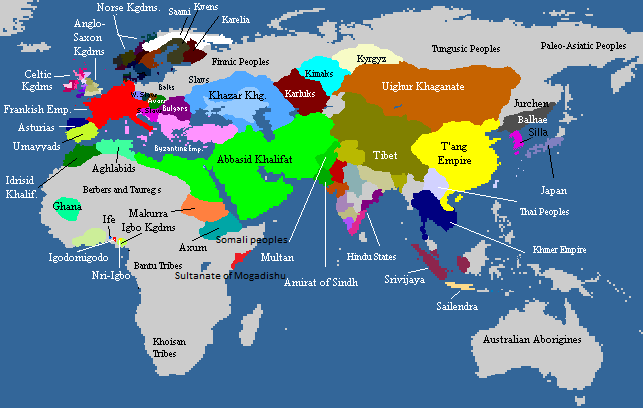
Politická mapa světa k roku 820

V roce 742 vytvořili mocný kaganát Chuej-chu, který nahradil Kutlucký kaganát (Modří Turci). Jeho zakladatelem byla rodina Jaglakarů (Jagla-gur, čínsky Jaoluo-ke) z Devíti kmenů (9 Oguzů) a Ujgurové v užším slova smyslu. Po vzniku kaganátu začali islámští geografové dávat 9 Oguzů do spojitosti s Ujgury. Ujgurský kaganát byl feudální stát s prvními známkami usídlení Chuej-chuů. Byl zde rozvinutý chov, zemědělství, řemesla a probíhala výstavba měst a pevností. Stejně jako tomu bylo v případě předchozího Kutluckého kaganátu, hlavními regiony byly Orchonské údolí s městem Ordu Balık a jižní Džungarie s městem Beš Balık. Zdá se, že kagana Kutluk Bilgä Küla podporovali mimo jiné i stoupenci manichejismu, vyhnaní předtím z Číny. Velké množství Sogdských (starověká civilizace íránského národa) utečenců uprchlo do Ordu Balıku před islámským džihádem v jejich vlasti. Zásluhou jejich vlivu Ujgurové konvertovali od buddhismu k manichejismu a převzali tak dědictví Sogdské kultury. Někdy v polovině 60. let 8. století se manichejismus stává státním náboženstvím. Roku 763, v čase vojenského tažení, se kagan Bögu setkává s manichejskými kněžími z Íránu, a přestupuje na manichejismus, jenž byl přijat jako oficiální náboženství Ujgurské říše.

### Idyk-kutské období (840–1225)

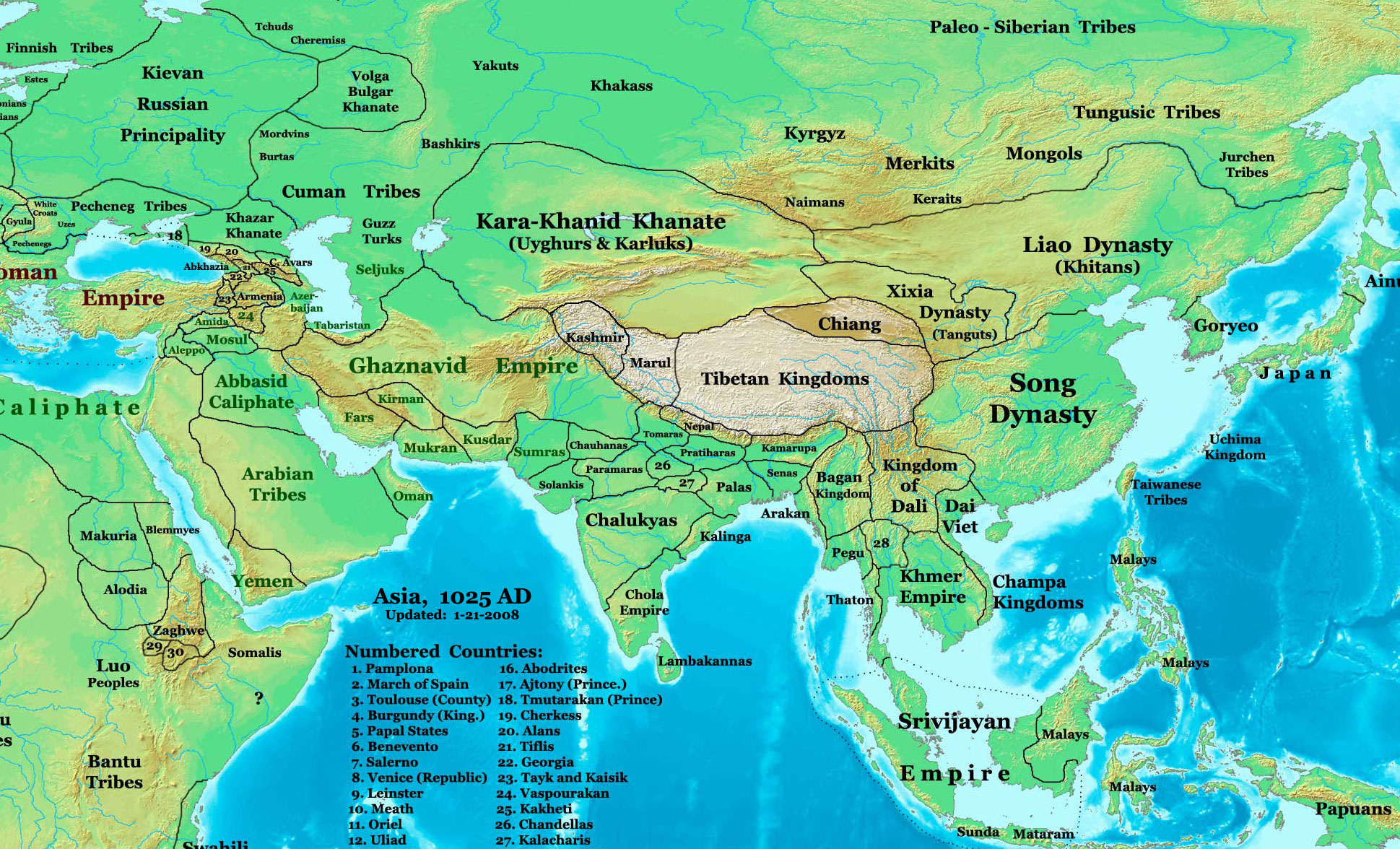
Karachánský chanát v roce 1025

Jedním z dopadů této konverze bylo zvýšení vlivu Sogdů u ujgurského dvora. Po dvou desetiletích válek s Jenisejskými Kyrgyzy byl stát v roce 848 zničen. Po pádu Ujgurské monarchie uprchli Ujgurští utečenci na západ a jihozápad. Již v roce 847 byli někteří rozděleni mezi Číňany a Kyrgyze. Většina se ale usídlila ve třech oblastech: Kan-su, dnešním Sin-ťiangu a v údolí řeky Čuj v západních horách Ťan-šanu.

#### Karachánský chanát 840–1042
Další skupina jižně od Ťan-šanu vytvořila na zbytcích kaganátu Karachánskou říši s hlavním městem Kašgar a místním náboženstvím se zde stal islám.
V roce 840 byl založen raně feudální stát Karachánský chanát, který byl prvním muslimským státem ve střední Asii. Rozkládal se v oblasti mezi řekami Tarim (Východní Turkestán), a Ili (Žety-su). Vznikl sjednocením turkických kmenů jako Ujgurů a hlavně Karluků, kteří v polovině 10. století přijali islám. Své označení stát získal podle vládnoucího rodu Karachánovců. Hlavním centrem byl dvakrát Kašgar, Balasagun a Uzgen. Chanát se dělil na úděly, v čele s členy vládnoucího rodu, ústřední moc byla poměrně slabá. V roce 992 dobyli Karachánovci Bucharu a pak v letech 996–999 celý Máveraünnehir (Transoxanii). V 2. polovině 11. století byl chanát oslaben vnitřními spory a srážkami se Seldžuky. V 1. polovině 12. století ho ovládli Kara-Kitanové, zbytky karachánovského státu pak byly dobyty v roce 1212 chórezmským šáhem.

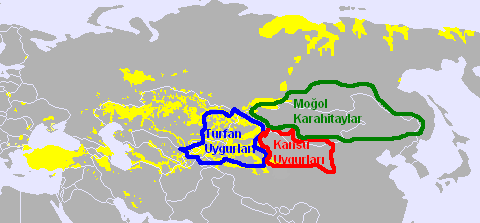
Vznik království Kan-čou a Kao-čchang.
Žlutá barva: současné rozmístění Turkiců

#### Kan-čouské království 905–1226
Ujgurové emigrující západně od Žluté řeky založili roku 850 stát Kančou, přijali lamaismus a uchovali si starou verzi ujgurského jazyka.
Kan-čouské království (Sija-wu [Sar-gur] → Sary Ujgur nebo Jugurové) bylo založeno v dnešní čínské provincii Kan-su v roce 905. Nikdy se nestalo velmocí, ale Číňané měli před nimi velký respekt. Když ujgurští a tibetští vyslanci v roce 911 navštívili čínské hlavní město, čínská šlechta chválila Kan-čouské krále. Království bylo začleněno někdy mezi roky 1028 až 1036 pod vládu Tangutů, kteří zřídili stát v oblasti známé jako Západní Sia. Žlutí Ujgurové kontrolovali obchod středoasijské hedvábné stezky.

#### Kao-čchangské království 911–1368

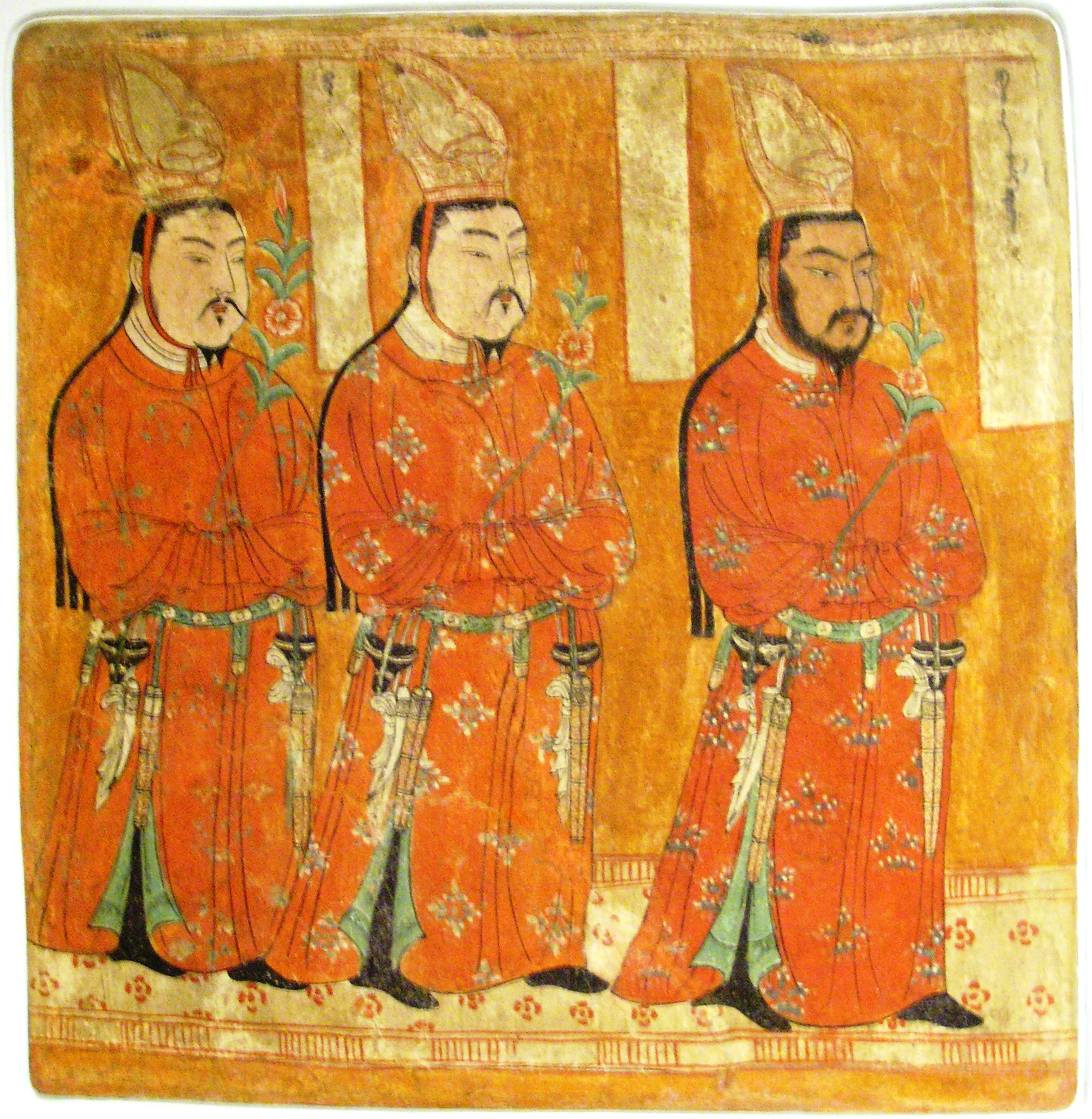
Kara-chodžšká knížata

Severně od Ťan-šanu se také v 9. století zformovalo Turfanské knížectví. Roku 1209 bylo však dobyto Mongoly, ale v rámci jejich říše si uchovalo autonomii ještě asi 150 let. Islámské království bylo roku 1219 dobyto Karachánovci (směsice turkických, Mongolských a Tunguzských kmenů).
V důsledku zničení Ujgurské říše Jenisejskými Kyrgyzy založili „Orchonští Ujgurové“ v roce 911 Kao-čchangské království v dnešním Sin-ťiangu. Hlavními centry se staly Beš Balık a Turfan. Prvním idyk-kutem Turpanu se stal Pan Tekin. Čínská vládnoucí dynastie uznala Kara-chodžské království a dokonce poslala do země vyslance jménem Wang-Jen-Te. Ten pak setrval v království tři roky. Asi od roku 1130 dominovali Ujgurskému státu Kara-Kitanové, k nimž byli Ujgurové připojení.

### Mongolské období (1225–1600)
V roce 1209 podlehli Mongolům. V období idyk-kutu Barčuk Arta byli Ujgurové připojeni k Čingis-chánovi. Sňatkem s Čingischánovou dcerou İl Altun se Barčuk Art stal küregenem (výraz pro zetě). Mongolské kmeny převzaly jejich písmo, protože předtím samy žádné neměly. Dnes jejich písmům říkají „mongolské písmo“. V letech 1252/5 n. l., se islám stává dominantním náboženstvím mezi Ujgury v dnešním Sin-ťiangu. (Buddhistický vůdce nepřestoupil z důvodu své islamofobie). V roce 1368 pak bylo Kao-čchangské království zcela zničeno a zdevastováno. Nakonec se Ujgurové stávají úředníky spravujícími mongolskou říši.

#### Mandžuská invaze
Mandžuská invaze v oblasti východního Turkestánu v roce 1759 zapříčinila integraci Ujgurů do čínského císařství. Kokandský válečník Jakub Beg Davlat se pokoušel vytvořit novou říši, ale nebyl úspěšný. Tunguzský kmen si zde udržel dominanci do roku 1864. Během tohoto období se Ujgurové 42krát postavili proti nadvládě čínských Mandžuů. Nakonec pod vedením Jakuba Bega Davlata vyhnali Džúngary z jejích vlasti a založili nezávislé Kašgarské království nebo Džetyšahr. Jeho vzpoura však nebyla podpořena vším turkickým lidem, čínští muslimové se dokonce snažili bojovat proti těmto pokusům a vzpoura byla nakonec potlačená vládními vojsky Mandžuů. V průběhu této války bylo zabito několik milionů Ujgurů a Číňanů.
V listopadu roku 1884 bylo Kašgarské království připojeno k Mandžusku a přejmenováno na „Sin-ťiang“ nebo „Sinkiang“ čili „Nové dominium“ nebo „Nové území“. Region měl postavení hraniční země s Ruskem a dostal se pod jeho vliv. Ujgurové a turkický lid však upřednostňují denominace „Ujguristán“ nebo „Východní Turkestán“.
Statisíce Ujgurů a příslušníků příbuzných kmenů byly zabity v dalších vzpourách mezi lety 1884 a 1949, stejně jako v povstáních, které se konaly v letech 1949 a 1972.

## Od 20. století do současnosti

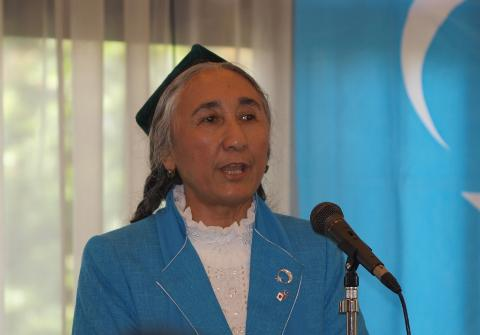
Politická aktivistka Rebija Kadírová

Ujgurové se snaží, především kvůli čínským represím, osamostatnit od Číny a vyhlásit svůj vlastní stát Ujguristán nebo alespoň získat skutečnou autonomii. Mezi nejznámější aktivisty v tomto směru patří Rebija Kadírová, prezidentka Světového kongresu Ujgurů. Roku 2023 přinesl český portál Náboženský infoservis svědectví Ujgurů z provincie Sin-ťiang o útlaku ze strany ústřední vlády.

### Kulturní převýchova

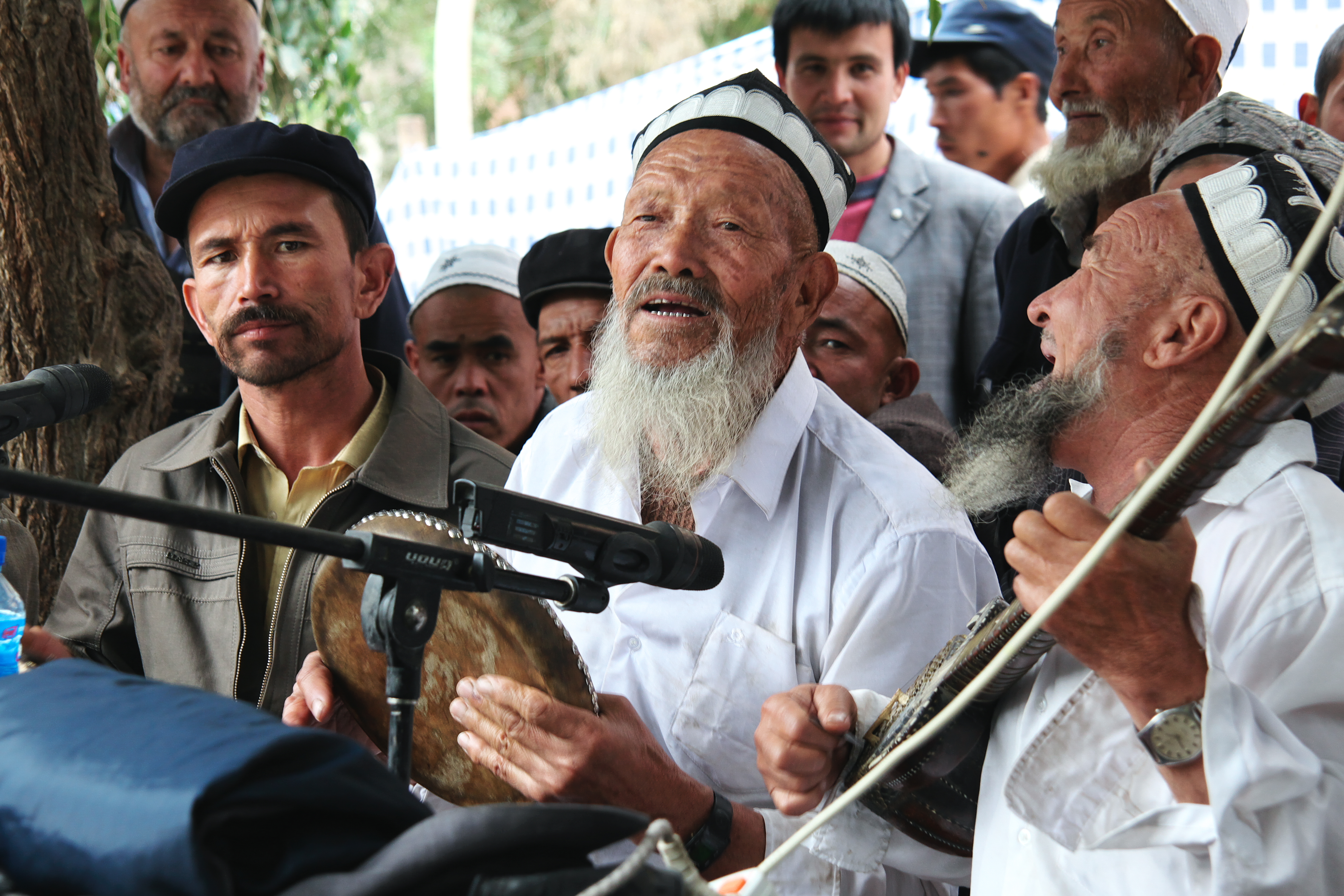
Ujgurové v Jarkendu

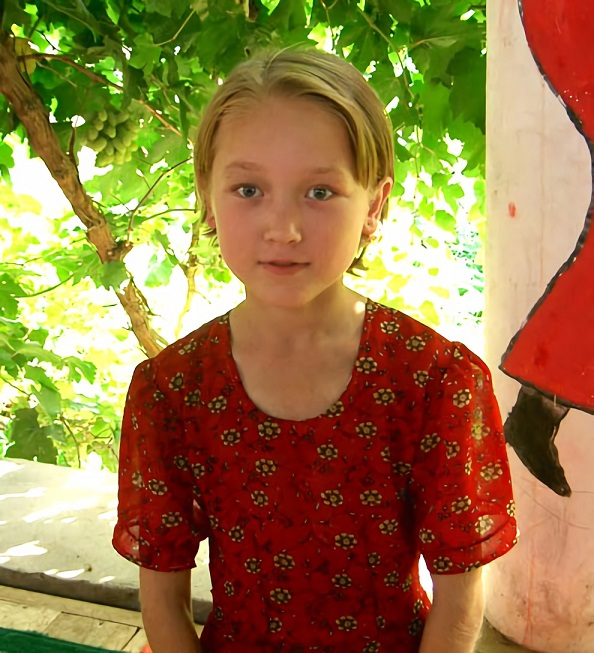
Ujgurská dívka v Turfanu

Čína se zejména od roku 2006 snaží Ujgury za pomocí komunistické propagandy, ponižování a týrání převychovat, tvrdě potlačuje ujgurskou kulturu a kulturní identitu včetně islámu a křesťanství. Zavírá Ujgury do internačních táborů, které nazývá školami nebo nemocnicemi. Tam se snaží zničit jejich národní identitu a náboženskou víru. Platí zákaz dlouhých vousů, zakrývání obličejů žen, omezeny jsou náboženské obřady. Na školách byla v roce 2017 zakázána ujgurština ve prospěch čínštiny jak pro výuku, tak pro správu a veřejné a skupinové aktivity.
Kritici to považují za kulturní genocidu. Už dříve bylo zakázáno Ujgurům pojmenovávat děti jmény vztahujícími se k Islámu. Důvodem pro tuto persekuci je oficiálně boj proti náboženskému extrémismu. Okolo milionu Ujgurů z celkového počtu 11 milionů je internováno v táborech, z kterých se především starší ročníky vrací s podlomeným zdravím nebo se nevrací vůbec. Tábory se ve velkém začaly rozšiřovat okolo roku 2017, do té doby o dění v táborech bylo jen velmi málo informací. Stav uvnitř táborů dokládají satelitní snímky, zpráva OSN i výpovědi vězňů z těchto táborů. Jednomu z vězněných, Merdanu Ghapparovi, se podařilo odeslat záběry z cely i některé dokumenty pomocí mobilního telefonu. Zároveň je zachycen hlas z tlampače v převýchovném táboře.
O poměrech v internačním táboře vypovídala i uzbecká učitelka čínštiny Kilbinur Sidiková, kterou do tábora odvezla policie. Některé vězně viděla plakat, běžné bylo i to, že přišli do třídy v řetězech. Prvních čtrnáct dní měli všichni ještě vlasy a vousy, potom už byli oholení. Zároveň zjistila, že neučí negramotné, jak jí policie tvrdila. První měsíc tvořili většinu třídy akademici, spisovatelé, umělci, slavní lidé nebo ti, kteří dřív pobývali v zahraničí. Sidiková viděla i různá zranění, která nikdo neřešil a během jejího působení dva muži zemřeli. K převozům do nemocnic docházelo vždy až ve chvíli, kdy byli vězni ohroženi na životě. Z tábora se dostala až kvůli zdravotním potížím po implantaci nitroděložního tělíska, které všechny ženy v provincii mezi 18 a 59 lety dostaly povinně. Nařízení se však netýkalo etnických Číňanek.
V druhé polovině 10. let 21. století začíná v Evropě a USA sílit kritika a navrženy byly sankce vůči Číně za toto jednání ze strany USA. Byla sestavena databáze obětí represí. Dále na obranu Ujgurů a Kazachů v Číně vznikla organizace Torchlight Uyghur Group, v jejímž čele stojí aktivista Serikžan Biljaš, v roce 2019 krátce vězněný kazašskými represivními orgány. O aktuální situaci bylo referováno v internetových médiích a čeští filmaři společnosti Voxpot natočili dokumentární film „Ve stínu Číny“, promítaný na festival o lidských právech „Jeden svět 2020“ v Praze. Masivní převýchova, týkající se zejména ujgurských muslimů, zahrnuje už důkladnou předškolní výchovu.
V květnu 2022 zveřejnilo Mezinárodní konsorcium investigativních novinářů tzv. Xinjang Police Files – uniklé čínské dokumenty, které dokládají policejní praxi v internačních táborech v Sin-ťiangu. BBC zrekonstruovala jeden z táborů, označovaný jako Nové středisko odborného vzdělávání a přípravy v okrese Shufu, který má veškeré znaky přísného vězení s ostnatými dráty a strážními věžemi kde hlídkují ozbrojení vojáci. Mezi zveřejněnými dokumenty jsou i směrnice přikazující zastřelit vězně, kteří by se chtěli pokusit o útěk.
Represivní politiku Číny proti Ujgurům označily některé západní vlády a nevládní organizace za genocidu.

### Otrocká práce
Australský institut pro strategickou politiku (ASPI / Australian Strategic Policy Institute), který se soustavně zabývá masovou internací Ujgurů v „převýchovných táborech“, publikoval zprávu, že od roku 2017 bylo asi 80 000 Ujgurů z táborů i samotné provincie Sin-ťiang posláno na nucenou práci do 27 továren v devíti provinciích Číny. ASPI uvádí, že zde pokračuje „převýchova“ a Ujguři jsou drženi pod dohledem policie za ostnatými dráty. Tyto továrny jsou součástí výrobního řetězce pro celkem 82 světových značek. Jiné továrny, jako např. Hao Yuanpeng Clothing Co. Ltd, která vyrábí pro značky Fila, Adidas, Nike a Puma, jsou přímo v provincii Sin-ťiang, obehnané vysokou zdí, s kontrolními stanovišti a ubytovnami přímo v areálu. Firmy byly v této souvislosti požádány o vysvětlení a pokud odpověděly, je jejich vyjádření součástí zprávy. Čína na tato obvinění reagovala výhrůžkami a hospodářskými sankcemi, včetně embarga na některé zboží nebo uvalení vysokých cel na australský export do Číny. Americká sněmovna reprezentantů v reakci na tato zjištění odhlasovala v září 2020 poměrem hlasů 406 / 3 zákon (Uyghur Forced Labor Prevention Act), kterým zakáže import určitých produktů z provincie Sin-ťiang do USA.

## Toponyma
Pád chanátu způsobil migraci turkických Ujgurů do oblasti Tarimské pánve, kde se smísili s místním indoevropským obyvatelstvem (Tocharové, kteří po sobě zanechali Tarimské mumie se zřetelnými evropskými rysy).
Po migraci ujgurských kmenů do Východního Turkestánu název „Ujgur“ nadále používaly skupiny v Turfanu, Kumulu a Kuči až do 17. století, kdy byl ukončen proces islamizace obyvatelstva Východního Turkestánu.
S přijetím islámu se lidé z Východního Turkestánu začali nazývat jednoduše jako „Muslimové“ nebo „Turci“, a také jménem své etnografické skupiny: „Kašgarec“, „Dolan“, „Mačin“, „Taranči“. Rusové a další používají jména jako „Sart“, „Turk“, nebo „Turki“  Název Ujgurstán nebo Ujguristán byl používán po dlouhou dobu spolu s názvy Mogulia a Kašgaria.
Je pravděpodobné že geneticky a kulturně jsou dnešní Ujguři potomci kočovných Tureckých kmenů a indo-evropsky mluvících skupin, které jim předcházely v Tarimské pánvi oáznymi-městy, stejně jako Ujguři z Mongolska.
Některá jména jako Dolani (刀郎人), Loplikové (罗布诺尔人 – 俗作罗布人, atd.) odkazují také na určitou dělbu Ujgurů.

## Ujgurská civilizace
Koncem devatenáctého a začátkem dvacátého století objevy četných jeskynních chrámů, rozvalin klášterů a nástěnných maleb, jakož i hodnotných miniatur, soch, fresek, cenných rukopisů, dokumentů, knih a jiných uměleckých pokladů z Ujgurské monarchie vzbudily zájem zainteresované veřejnosti na celém světě. Členové expedic z Velké Británie, Švédska, Ruska, Německa, Francie, Japonska a Spojených států byli uchváceni poklady, které našli, a jejich podrobné zprávy upoutaly pozornost veřejnosti po celém světě. Rukopisy, dokumenty a knihy objevené ve Východním Turkestánu prokázaly, že Ujguři vytvořili vysoce rozvinutou civilizaci.

## Schéma linie Ujgurů
|  |  |  |  |  |  |  |  |                            |                            |                            |                            | Karlukové Üč-Oguzové (3-Ok) | Karlukové Üč-Oguzové (3-Ok) | Karlukové Üč-Oguzové (3-Ok) | Karlukové Üč-Oguzové (3-Ok) | Karlukové Üč-Oguzové (3-Ok) | Karlukové Üč-Oguzové (3-Ok) |             |             |             |             |             |             |  |  | Ujgurové Tokuz-Oguzové (9-Ok) | Ujgurové Tokuz-Oguzové (9-Ok) | Ujgurové Tokuz-Oguzové (9-Ok) | Ujgurové Tokuz-Oguzové (9-Ok) | Ujgurové Tokuz-Oguzové (9-Ok) | Ujgurové Tokuz-Oguzové (9-Ok) |                             |                             |            |            |            |            |            |            | Basmalové Beš-Oguzové (5-Ok) | Basmalové Beš-Oguzové (5-Ok) | Basmalové Beš-Oguzové (5-Ok) | Basmalové Beš-Oguzové (5-Ok) | Basmalové Beš-Oguzové (5-Ok) | Basmalové Beš-Oguzové (5-Ok) |         |         |         |         |  |  |  |  |  |  |  |  |  |  |  |  |
|  |  |  |  |  |  |  |  |                            |                            |                            |                            | Karlukové Üč-Oguzové (3-Ok) | Karlukové Üč-Oguzové (3-Ok) | Karlukové Üč-Oguzové (3-Ok) | Karlukové Üč-Oguzové (3-Ok) | Karlukové Üč-Oguzové (3-Ok) | Karlukové Üč-Oguzové (3-Ok) |             |             |             |             |             |             |  |  | Ujgurové Tokuz-Oguzové (9-Ok) | Ujgurové Tokuz-Oguzové (9-Ok) | Ujgurové Tokuz-Oguzové (9-Ok) | Ujgurové Tokuz-Oguzové (9-Ok) | Ujgurové Tokuz-Oguzové (9-Ok) | Ujgurové Tokuz-Oguzové (9-Ok) |                             |                             |            |            |            |            |            |            | Basmalové Beš-Oguzové (5-Ok) | Basmalové Beš-Oguzové (5-Ok) | Basmalové Beš-Oguzové (5-Ok) | Basmalové Beš-Oguzové (5-Ok) | Basmalové Beš-Oguzové (5-Ok) | Basmalové Beš-Oguzové (5-Ok) |         |         |         |         |  |  |  |  |  |  |  |  |  |  |  |  |
|  |  |  |  |  |  |  |  |                            |                            |                            |                            |                             |                             |                             |                             |                             |                             |             |             |             |             |             |             |  |  |                               |                               |                               |                               |                               |                               |                             |                             |            |            |            |            |            |            |                              |                              |                              |                              |                              |                              |         |         |         |         |  |  |  |  |  |  |  |  |  |  |  |  |
|  |  |  |  |  |  |  |  |                            |                            |                            |                            |                             |                             |                             |                             |                             |                             |             |             |             |             |             |             |  |  |                               |                               |                               |                               |                               |                               |                             |                             |            |            |            |            |            |            |                              |                              |                              |                              |                              |                              |         |         |         |         |  |  |  |  |  |  |  |  |  |  |  |  |
|  |  |  |  |  |  |  |  |                            |                            |                            |                            |                             |                             |                             |                             |                             |                             |             |             |             |             |             |             |  |  | Ujgurský kaganát 744–840      |                               |                               |                               |                               |                               |                             |                             |            |            |            |            |            |            |                              |                              |                              |                              |                              |                              |         |         |         |         |  |  |  |  |  |  |  |  |  |  |  |  |
|  |  |  |  |  |  |  |  |                            |                            |                            |                            |                             |                             |                             |                             |                             |                             |             |             |             |             |             |             |  |  |                               |                               |                               |                               |                               |                               |                             |                             |            |            |            |            |            |            |                              |                              |                              |                              |                              |                              |         |         |         |         |  |  |  |  |  |  |  |  |  |  |  |  |
|  |  |  |  |  |  |  |  |                            |                            |                            |                            |                             |                             |                             |                             |                             |                             |             |             |             |             |             |             |  |  |                               |                               |                               |                               |                               |                               |                             |                             |            |            |            |            |            |            |                              |                              |                              |                              |                              |                              |         |         |         |         |  |  |  |  |  |  |  |  |  |  |  |  |
|  |  |  |  |  |  |  |  |                            |                            |                            |                            |                             |                             |                             |                             |                             |                             |             |             |             |             |             |             |  |  |                               |                               |                               |                               |                               |                               |                             |                             |            |            |            |            |            |            |                              |                              |                              |                              |                              |                              |         |         |         |         |  |  |  |  |  |  |  |  |  |  |  |  |
|  |  |  |  |  |  |  |  | Karlucký jabguluk          |                            |                            |                            |                             |                             |                             |                             |                             |                             |             |             |             |             |             |             |  |  |                               |                               |                               |                               |                               |                               |                             |                             |            |            |            |            |            |            |                              |                              |                              |                              |                              |                              |         |         |         |         |  |  |  |  |  |  |  |  |  |  |  |  |
|  |  |  |  |  |  |  |  |                            |                            |                            |                            |                             |                             |                             |                             |                             |                             |             |             |             |             |             |             |  |  |                               |                               |                               |                               |                               |                               |                             |                             |            |            |            |            |            |            |                              |                              |                              |                              |                              |                              |         |         |         |         |  |  |  |  |  |  |  |  |  |  |  |  |
|  |  |  |  |  |  |  |  |                            |                            |                            |                            |                             |                             |                             |                             |                             |                             |             |             |             |             |             |             |  |  |                               |                               |                               |                               |                               |                               |                             |                             |            |            |            |            |            |            |                              |                              |                              |                              |                              |                              |         |         |         |         |  |  |  |  |  |  |  |  |  |  |  |  |
|  |  |  |  |  |  |  |  |                            |                            |                            |                            |                             |                             |                             |                             |                             |                             |             |             |             |             |             |             |  |  |                               |                               |                               |                               |                               |                               |                             |                             |            |            |            |            |            |            |                              |                              |                              |                              |                              |                              |         |         |         |         |  |  |  |  |  |  |  |  |  |  |  |  |
|  |  |  |  |  |  |  |  |                            |                            |                            |                            |                             |                             |                             |                             |                             |                             | Karachánové | Karachánové | Karachánové | Karachánové | Karachánové | Karachánové |  |  |                               |                               |                               |                               |                               |                               |                             |                             | Kao-čchang | Kao-čchang | Kao-čchang | Kao-čchang | Kao-čchang | Kao-čchang |                              |                              |                              |                              | Kan-čou                      | Kan-čou                      | Kan-čou | Kan-čou | Kan-čou | Kan-čou |  |  |  |  |  |  |  |  |  |  |  |  |
|  |  |  |  |  |  |  |  |                            |                            |                            |                            |                             |                             |                             |                             |                             |                             | Karachánové | Karachánové | Karachánové | Karachánové | Karachánové | Karachánové |  |  |                               |                               |                               |                               |                               |                               |                             |                             | Kao-čchang | Kao-čchang | Kao-čchang | Kao-čchang | Kao-čchang | Kao-čchang |                              |                              |                              |                              | Kan-čou                      | Kan-čou                      | Kan-čou | Kan-čou | Kan-čou | Kan-čou |  |  |  |  |  |  |  |  |  |  |  |  |
|  |  |  |  |  |  |  |  |                            |                            |                            |                            |                             |                             |                             |                             |                             |                             |             |             |             |             |             |             |  |  |                               |                               |                               |                               |                               |                               |                             |                             |            |            |            |            |            |            |                              |                              |                              |                              |                              |                              |         |         |         |         |  |  |  |  |  |  |  |  |  |  |  |  |
|  |  |  |  |  |  |  |  |                            |                            |                            |                            |                             |                             |                             |                             |                             |                             |             |             |             |             |             |             |  |  |                               |                               |                               |                               |                               |                               |                             |                             |            |            |            |            |            |            |                              |                              |                              |                              |                              |                              |         |         |         |         |  |  |  |  |  |  |  |  |  |  |  |  |
|  |  |  |  |  |  |  |  |                            |                            |                            |                            |                             |                             |                             |                             |                             |                             |             |             |             |             |             |             |  |  |                               |                               |                               |                               |                               |                               |                             |                             |            |            |            |            |            |            |                              |                              |                              |                              |                              |                              |         |         |         |         |  |  |  |  |  |  |  |  |  |  |  |  |
|  |  |  |  |  |  |  |  |                            |                            |                            |                            |                             |                             |                             |                             |                             |                             |             |             |             |             |             |             |  |  |                               |                               |                               |                               |                               |                               |                             |                             |            |            |            |            |            |            |                              |                              |                              |                              |                              |                              |         |         |         |         |  |  |  |  |  |  |  |  |  |  |  |  |
|  |  |  |  |  |  |  |  | Západní Karachánský chanát | Západní Karachánský chanát | Západní Karachánský chanát | Západní Karachánský chanát | Západní Karachánský chanát  | Západní Karachánský chanát  |                             |                             |                             |                             |             |             |             |             |             |             |  |  |                               |                               | Východní Karachánský chanát   | Východní Karachánský chanát   | Východní Karachánský chanát   | Východní Karachánský chanát   | Východní Karachánský chanát | Východní Karachánský chanát |            |            |            |            |            |            |                              |                              |                              |                              |                              |                              |         |         |         |         |  |  |  |  |  |  |  |  |  |  |  |  |
|  |  |  |  |  |  |  |  | Západní Karachánský chanát | Západní Karachánský chanát | Západní Karachánský chanát | Západní Karachánský chanát | Západní Karachánský chanát  | Západní Karachánský chanát  |                             |                             |                             |                             |             |             |             |             |             |             |  |  |                               |                               | Východní Karachánský chanát   | Východní Karachánský chanát   | Východní Karachánský chanát   | Východní Karachánský chanát   | Východní Karachánský chanát | Východní Karachánský chanát |            |            |            |            |            |            |                              |                              |                              |                              |                              |                              |         |         |         |         |  |  |  |  |  |  |  |  |  |  |  |  |
|  |  |  |  |  |  |  |  |                            |                            |                            |                            |                             |                             |                             |                             |                             |                             |             |             |             |             |             |             |  |  |                               |                               |                               |                               |                               |                               |                             |                             |            |            |            |            |            |            |                              |                              |                              |                              |                              |                              |         |         |         |         |  |  |  |  |  |  |  |  |  |  |  |  |
|  |  |  |  |  |  |  |  |                            |                            |                            |                            |                             |                             |                             |                             |                             |                             |             |             |             |             |             |             |  |  |                               |                               |                               |                               |                               |                               |                             |                             |            |            |            |            |            |            |                              |                              |                              |                              |                              |                              |         |         |         |         |  |  |  |  |  |  |  |  |  |  |  |  |

## Jazyk
V mongolském období, 1220–1390 tvořil karlucký dialekt základ moderních uzbeckých a ujgurských jazyků v Transoxanií a Východním Turkestáně. Samostatná podskupina turkických jazyků, která v současnosti také zahrnuje ujgurštinu, uzbečtinu a iliskou turečtinu se jmenuje karlucká. Ujgurský jazyk je také známý jako čagatajský jazyk. Ujguři mluví ujgursky. Ujgurština patří mezi turkické jazyky a zapisuje se arabským písmem.